# Xavier Lardy
Pour les articles homonymes, voir Lardy (homonymie).
Xavier Lardy est un auteur de jeux de société français. Il est aussi fondateur du site francophone consacré à la machinima.

## Ludographie
- Hantise, 2005, Classé 3e au Concours du FLIP en 2005
- Pizzaiolo, 2006
- Barbecue, 2006, Finaliste au Concours de Panazol en 2007, Entré dans la pépinière de MyWittyGames en 2010
- Ring Game, 2007
- Le Chant des sirènes, 2007, Entré à la Fabrik chez Pygmoo en 2009
- Les Maîtres de Shaolin, 2008
- Cosmetic Driver, 2009
- Maswana, 2010
- The Gunslinguettes, 2010
- Galipotes, 2011
- Phantom, 2011, Tiré de Hantise, publié par Ludonaute et distribué par Asmodée en 2012